# Хижняк Ігор Володимирович
Ігор Володимирович Хижняк (16 листопада 1945, Кам'янське) — український розвідник та дипломат.

## Життєпис
Народився 16 листопада 1945 року у Дніпродзержинську. Навчався на історичному факультеті Московського державного університету. Після першого курсу вступив до Вищої школи КДБ, а в університет закінчував на заочному відділенні.
По завершенню навчання працював на посаді  оперуповноваженого у підрозділ розвідки Управління КДБ УРСР по Харківській області.
У 1976 році його переводять до Києва у Перше управління КДБ УРСР, а згодом направляють на навчання у Червонопрапорний інститут імені Ю. Андропова, де він отримував додаткову спеціальну і мовну підготовку для роботи за кордоном. За сприяння заступника Голови КДБ УРСР Василя М'якушка, який тоді здійснював кураторство по лінії розвідки, був направлений для подальшого проходження служби до Києва.
У 1982 році працював другим секретарем Міністерства закордонних справ УРСР. Був експертом делегації Української РСР на XXXVII сесію Генеральної Асамблеї Організації Об'єднаних Націй.
Після кількох нетривалих поїздок за кордон, у 1985 році його направляють у резидентуру радянської зовнішньої розвідки у Нью-Йорку, де йому доводилося брати участь у підготовці й проведенні переговорів українських делегацій, займатися різноманітною дипломатичною, а водночас і розвідувальною діяльністю.
У 1986 році, його призначають на досить відповідальну посаду офіцера безпеки радянського дипломатичного представництва. Йому належало організовувати заходи із безпечного функціонування радянських установ за кордоном і їх співробітників, членів радянських делегацій, які прибували до США.
У 1989 році він повернувся Україну, працював у Першому управлінні КДБ УРСР.
У 1991 році був призначений заступником начальника підрозділу зовнішньої контррозвідки у Головному управлінні розвідки Служби безпеки України. Невдовзі після початку функціонування посольства України у США він став офіційним представником СБ України зі зв'язків з американськими спецслужбами.
Після звільнення зі служби Хижняк Ігор Володимирович упродовж ще кількох років очолював підрозділ безпеки одного з великих українських підприємств..